# Hagerstown (Maryland)
Pour les articles homonymes, voir Hagerstown.
La ville de Hagerstown (en anglais [ˈheɪɡərztaʊn]) est le siège du comté de Washington, situé dans le Maryland, aux États-Unis.  Lors du recensement de 2010, elle comptait 39 662 habitants.

## Personnalités liées à la commune
- Jacob et Samuel Hawken, armuriers, sont nés dans la commune.